# Письма Вальтера Скотта
Британский писатель Вальтер Скотт писал письма в течение всей своей взрослой жизни (1788—1832). В общей сложности сохранилось около 7 тысяч писем, адресованных членам семьи Скотта, его друзьям и деловым партнёрам. Они не предназначались для публикации, но текст многих писем всё же был включён в первую биографию писателя. Позже выходили отдельные издания. Крупнейшее, 12-томное (1932—1937), включает приблизительно 3500 писем.

## История переписки
Самые ранние письма Вальтера Скотта датированы сентябрём 1788 года, когда их автору было 17 лет, самые поздние — июнем 1832 года, когда Скотту оставалось жить несколько недель. В общей сложности сохранилось приблизительно 7 тысяч писем, адресованных его жене Маргарет Шарлотте, сыновьям Вальтеру и Чарльзу, зятю и будущему биографу Джону Локхарту, невестке Элизабет, управляющему Уильяму Лейдлоу, издателям, юристам, политикам, антикварам, коллегам (в том числе Марии Эджворт). Переписка не предназначалась для публикации, и Скотт сам признавался, что никогда не стремился обрабатывать её в литературном стиле. Он не рассказывал адресатам о своих романах и о своих чувствах. Тем не менее письма являются ценным биографическим источником, хотя могут использоваться только с большой осторожностью.
Оригиналы приблизительно половины сохранившихся писем хранятся в Национальной библиотеке Шотландии. Остальное хранится в Национальном архиве Шотландии, в библиотеке Эдинбургского университета, в библиотеке Бейнеке и в других местах. Известно, что в частных руках находятся более 450 писем.
Локхарт включил тексты ряда посланий в свои семитомные «Воспоминания о жизни Вальтера Скотта», вышедшие в свет в 1837—1838 годах. В 1894 году Дэвид Дуглас опубликовал «Семейные письма Вальтера Скотта» в двух томах. В 1932—1937 годах увидело свет 12-томное издание Х. Дж. К. Грирсона «Письма сэра Вальтера Скотта», включающее приблизительно 3500 посланий.